# 友よ (ガガガSPの曲)
「友よ」 （ともよ）とは、日本のバンド、ガガガSPの楽曲で、17枚目のシングルである。2013年5月22日発売（発売元はavex entertainment）。

## 解説
配信限定の前作「人生強騒曲」からおよそ2年3か月ぶりのシングルで、CDとしてのシングル発売は2009年の「恋は永遠/デッドライジング」以来4年3か月ぶり。
収録曲は2曲ともタイアップが付いており、表題曲はテレビ東京系アニメ『ムシブギョー』前期オープニングテーマ、カップリング曲はNHKEテレドラマ『現代の妖怪』主題歌となっている。ちなみに『ムシブギョー』へのタイアップは、同作の原作者である福田宏が、アニメ化にあたって「主題歌をガガガSPにするならアニメ化してもよい」と言ったため。また、同作へのタイアップの関係上から、このシングルは発売元がavex entertainmentとなっている。
初回盤 (AVCA-62076/B)と通常盤 (AVCA-62077)の2形態で発売。初回盤には、「友よ」のミュージック・ビデオを収録したDVDが付属されているほか、福田描き下ろしのスリーブジャケット仕様となっている。なおジャケットには、同作の主人公月島仁兵衛とヒロインお春に加え、ガガガSPのメンバー4人が描かれているが、この描き下ろしは福田がガガガSPの大ファンだったことから実現した。
バンドのシングルとしては、初のインストバージョンが収録された。

## 収録内容

### CD
1. 友よ
  - 作詞・作曲：山本聡　編曲：ガガガSP[4]
  - 原作漫画を読んだうえで書き下ろされた[5]。漫画を読んだ山本は、主人公の友情に熱い性格から、自身と交友のある周囲のバンドマンにそういった性格の人が多いことを感じ、友達に対して歌う曲を作ろうと決めたとのことで[5]、バンドメンバーを含め、身近なバンドマンへ向けて書いたと言っている[1]。なお、アニメの制作側からは「恋愛もの以外で」とだけ言われたらしく[6]、楽曲はガガガSPっぽさを失わないようにしつつもアニメの世界観を踏まえて作ったとのこと[7]。そのほか、「月島仁兵衛の生き様をイメージした作品」とも言っている[8]。
2. ある一つの生きるという事
  - 作詞・作曲：コザック前田
  - 「妖怪の曲を書いてください」と言われたのをもとに作られたが、出来上がった当初は「妖怪に寄り添いすぎている」として「もうちょっと普通の歌詞にしてください」と言われたという[6]。
3. 友よ(instrumental)
4. ある一つの生きるという事(instrumental)

### 初回盤付属DVD
1. 友よ Music Video

## その他
- 本作リリースの記念として、2013年6月にタイトルの「友よ」にちなんで、リスナーの友達に関する感動的なエピソードをバンドのホームページ内でメールにて募集[8]。メンバーが良いと思ったエピソードには、そのエピソードの送り主の自宅あるいは指定場所にゲリラライブをするといった企画を行った[8]。